# ゼナガ語
ゼナガ語（ゼナガご、ゼナガ語: Tuḍḍungiyya、英: Zenaga language）は、ベルベル語（ベルベル諸語）に属する言語である。モーリタニア南西部のメデルドラから大西洋沿岸の地域に約200人の話者がいる。わずかにセネガルにも話者がいる。